# Bed and breakfast

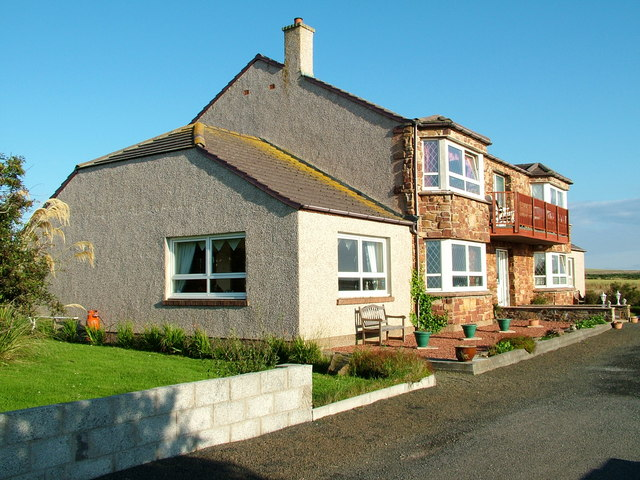
B&B i skotska Highland.

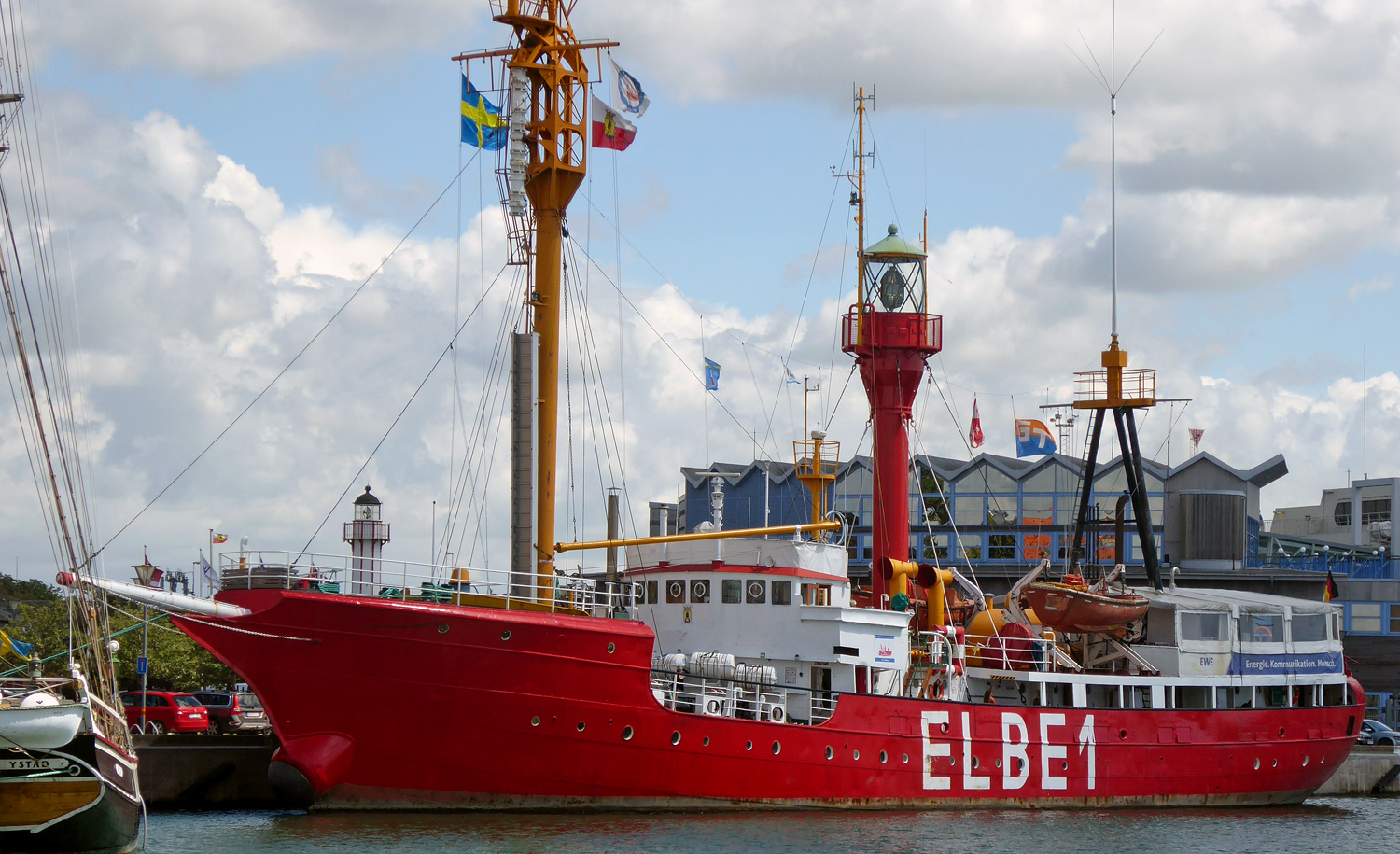
Fyrskeppet Bürgermeister O'Swald II är ett B&B i Cuxhavens hamn.

Bed and breakfast eller B&B (från engelskan med betydelsen "säng och frukost") avser övernattning med frukost. Rum och frukost är en försvenskning som förekommer.
Bed and breakfast erbjuds på många platser på landsbygden och i mindre städer i världen. Privatpersoner kan, i en del av sitt hem, ta emot besökare för övernattning och frukost. Det som skiljer bed and breakfast från hotell, pensionat och vandrarhem är ett fokus på personlig service. Vissa bed and breakfast har öppet endast under högsäsongen och det förekommer att boendet är kombinerat med ett kafé, ett konstgalleri eller en liten butik.